# Limosina orbicularis
Limosina orbicularis är en tvåvingeart som beskrevs av Becker 1919. Limosina orbicularis ingår i släktet Limosina och familjen hoppflugor. Inga underarter finns listade i Catalogue of Life.